# Кюстен
Кюстен (нім. Küsten) — громада в Німеччині, розташована в землі Нижня Саксонія. Входить до складу району Люхов-Данненберг. Складова частина об'єднання громад Люхов.
Площа — 41,27 км2. Населення становить 1342 ос. (станом на 31 грудня 2021).